# 경상남도의 문화유산자료
경상남도 문화재자료는 대한민국의 문화재자료 중에서 경상남도에 있는 것을 가리킨다.

## 지정목록
- 제1호 ~ 제100호
- 제101호 ~ 제200호
- 제201호 ~ 제300호
- 제301호 ~ 제400호
- 제401호 ~ 제500호
- 제501호 ~ 제600호
- 제601호 ~ 제700호